# Маседонија (Ајова)
Маседонија (енгл. Macedonia) град је у америчкој савезној држави Ајова. По попису становништва из 2010. у њему је живело 246 становника.

## Демографија
Према попису становништва из 2010. у граду је живело 246 становника, што је -79 (-24.3%) становника више него 2000. године.
| Група             | 2000.       | 2010.       |
| Белци             | 320 (98,5%) | 239 (97,2%) |
| Афроамериканци    | 0 (0,0%)    | 0 (0,0%)    |
| Азијати           | 0 (0,0%)    | 2 (0,8%)    |
| Хиспаноамериканци | 2 (0,6%)    | 1 (0,4%)    |
| Укупно            | 325         | 246         |